# Richard Padovan
Richard Padovan (8 giugno 1935) è un architetto e matematico britannico, noto per l'omonima successione.
Ha studiato presso la Architectural Association School of Architecture e insegnato all'Università di Bath e al Buckinghamshire College of Higher Education.

## Gli studi su van der Laan
Padovan rimase affascinato dai lavori di Hans van der Laan dopo averne ricevuto per revisione il libro De architectonische ruimte per via della sua conoscenza della lingua olandese.  Incontrò van der Laan all'inizio del 1980 e in seguito si mantenne in corrispondenza con lui.
Tradusse in inglese il testo di van der Laan con il titolo Architectonic Space: Fifteen Lessons on the Disposition of the Human Habitat (1983) e pubblicà in seguito Dom Hans van der Laan: Modern Primitive (1989) sempre incentrato su van der Laan.

## Successione di Padovan
Nel suo studio su van der Laan, Padovan descrisse questa successione numerica, che porta il suo nome:
1, 1, 1, 2, 2, 3, 4, 5, 7, 9, 12, 16, 21, 28, 37, 49, 65, 86, 114, 151, 200, 265, ...
definita tramite la relazione di ricorrenza
{\displaystyle P(n)=P(n-2)+P(n-3)}
e dotata di proprietà analoghe a quelle dei numeri di Fibonacci. Questa successione venne intitolata a Padovan da parte del matematico Ian Stewart, nonostante lo stesso Padovan l'avesse attribuita a van der Laan.